# Elias Schrenk
Elias Schrenk (Hausen ob Verena, 19 settembre 1831 – Bethel, 21 ottobre 1913) è stato un teologo tedesco.
Pietista, dopo essere stato missionario in Costa d'Oro divenne (1873) parroco di Davos per poi trasferirsi nel Regno Unito nel 1874.
Rimpatriò nel 1875, Schrenk cercò di importare in Europa la concezione teologica di Dwight Lyman Moody, staccandosi dai Pentecostali di Kassel.